# Au chien errant

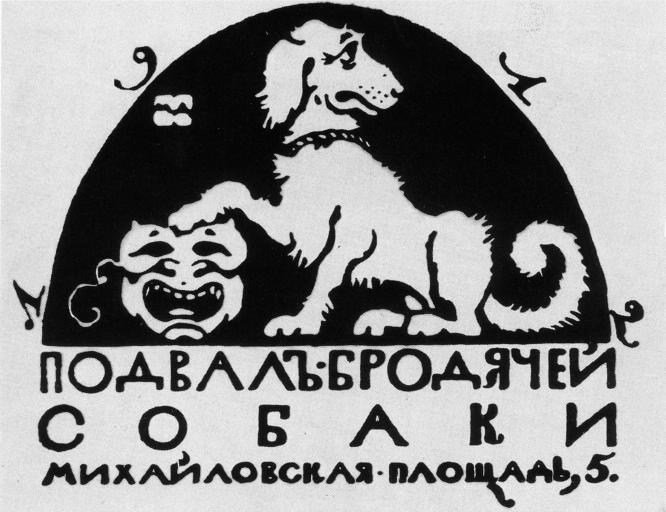
panneau emblème « Au chien errant », 1912

Au chien errant (en russe : Бродячая собака) est un ancien cabaret artistique de Saint-Pétersbourg fréquenté par des peintres, des écrivains, des musiciens. C'est un haut lieu de la vie culturelle de l'Âge d'argent. Il existe du 31 décembre 1911 au 3 mars 1915, au numéro 5 de la Place des Arts à Saint-Pétersbourg. Le nom reprend l'image de l'artiste sans-abri tel un chien errant.

## Histoire
Le cabaret fut ouvert par un entrepreneur, Boris Pronine, à la veille de 1912, dans la cave de la « Maison Jako » et fermé au printemps 1915 au moment de la Première Guerre mondiale, après une représentation d'une pièce pacifiste de Vladimir Maïakovski. Les murs du café avaient été décorés par le peintre Sergueï Soudeïkine, qui s'était inspiré de Les Fleurs du Mal de Baudelaire .

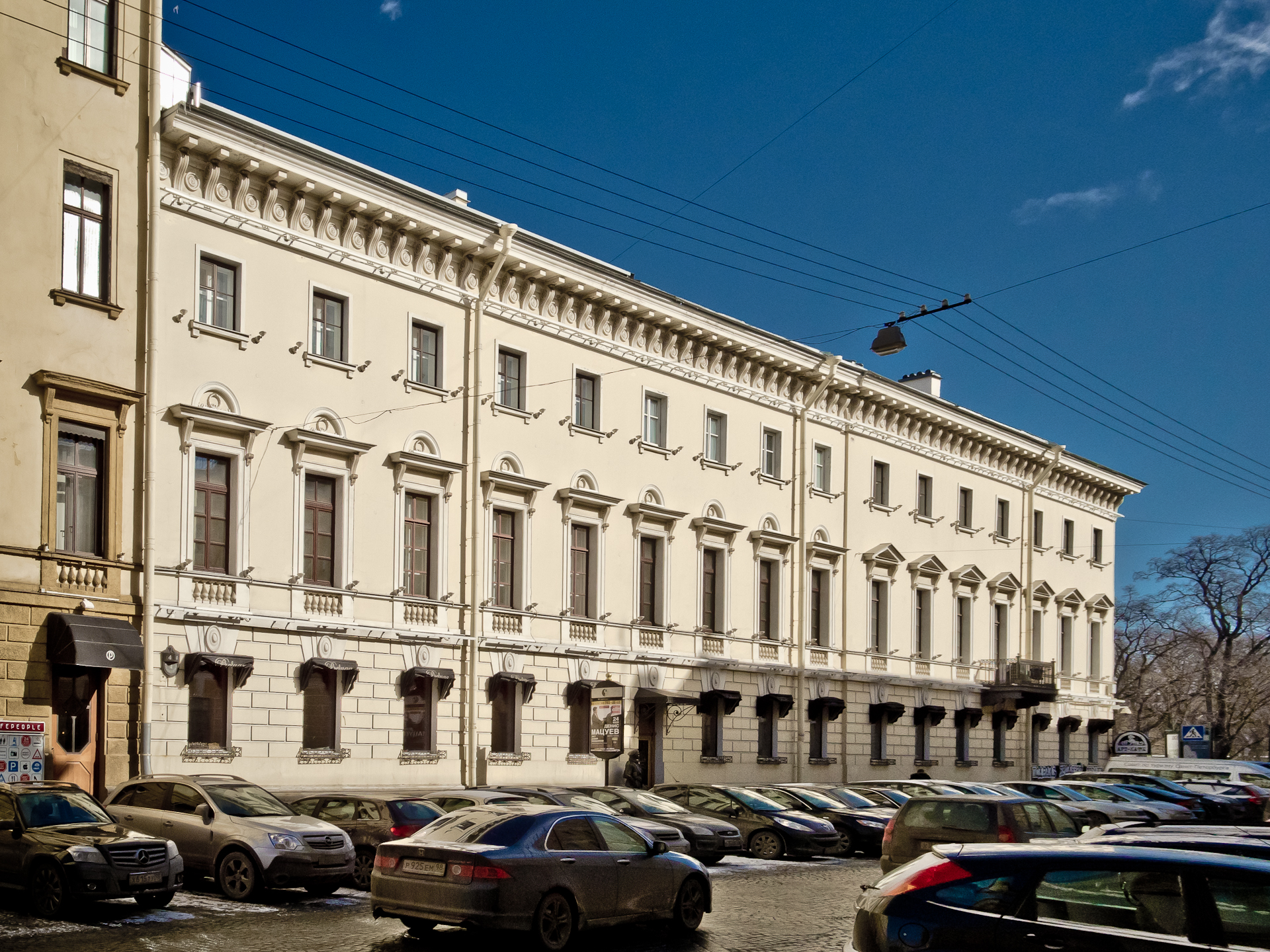
Maison Jako-
Дом Жако — Cabaret « Au Chien errant » - «Бродячая собака»

C'est là que furent présentées des pièces de théâtre, organisées des soirées de lecture, de musique, de poésie. Souvent il s'agissait de « premières » que le public garda longtemps en mémoire.
Les visiteurs de ces sous-sols ont fait sa gloire : Anna Akhmatova, Ossip Mandelstam, Nikolaï Goumilev, Igor Severianine, Vladimir Maïakovski, Velimir Khlebnikov, Vsevolod Meyerhold, Mikhaïl Kouzmine, Arthur Lourié, Constantin Balmont, Tamara Karsavina, Alexis Nikolaïevitch Tolstoï, Sergueï Soudeïkine, Nikolaï Sapounov, Nikolaï Koulbin, Nicolas Evreïnoff, Riourik Ivnev, Dimitri Tiomkin, et d'autres encore.
Anna Akhmatova dédia au « Chien errant » ces vers : « Tous ici nous faisions la fête, nous nous encanaillions… » et « Oui je les aime, ceux que la nuit rassemble… ».
Beaucoup d'autres poètes ont évoqué ce lieu. Ainsi le poète futuriste Benedikt Livchits, que ses admirateurs flattaient en disant que la ronde des neuf muses dansait toujours autour de lui, se souvient d'« Au Chien errant » en ces termes :
«  Le principe de base du „Chien“ était la division de l'humanité en deux catégories inégales : d'une part les „artistes“ et d'autre part les „pharmaciens“, catégorie sous laquelle on peut ranger tous les autres, sans égard pour leurs centres d'intérêt ou la profession à laquelle ils appartiennent ». (Solomon Volkov, Histoire de la culture de Saint-Petersbourg, Eksmo, 2008.)  »
Cependant avant la Première Guerre mondiale il n'y était pas encore souvent question du futurisme et de l'acméisme. Dans ce sous-sol, l'artiste vivait « pour soi » et « pour le public », jouant le rôle de la bohème dans la capitale de l'empire. Ils quittaient d'habitude après minuit ou plutôt au petit matin.
Suivant les mots de Benedikt Livchits, « …le premier souffle de la guerre a effacé le rouge des joues des habitués d'„Au Chien errant“». La raison officielle de la fermeture du café était, en effet, la vente d'alcool prohibé,. La vérité, c'était plutôt semble-t-il la situation financière du cabaret. Durant la Seconde Guerre mondiale,les sous-sols subirent les effets de bombardements.

## Café actuel

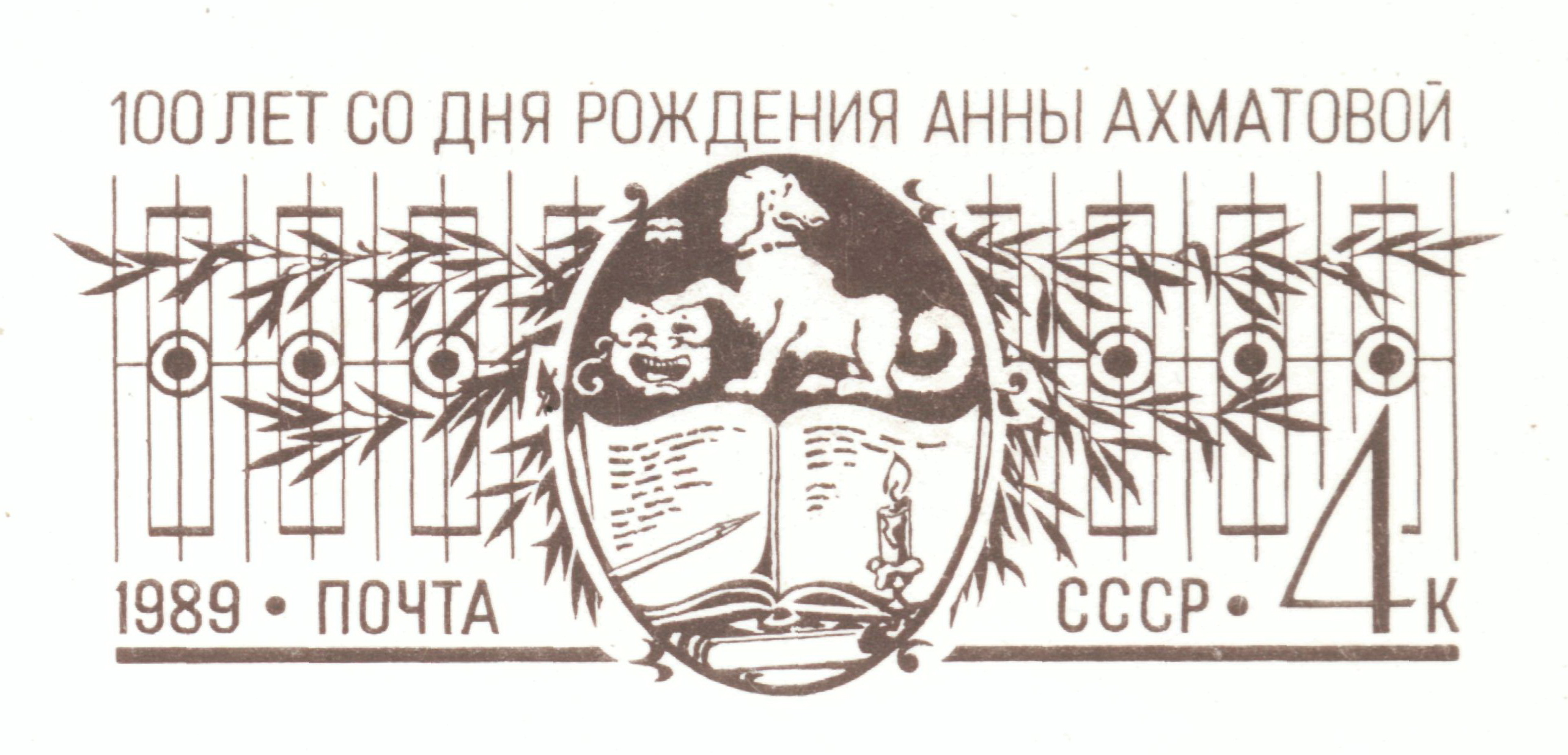
Timbre avec l'emblème d'« Au chien errant », auteur : Youri Artsimenev 1989

Le café « Au Chien errant » à son emplacement initial fut rouvert en 2001 à la suite d'une nouvelle vague d'intérêt pour l'Âge d'argent en Russie et la période pré-révolutionnaire. D'autres cabarets et cafés ont été créés en Russie qui portent le même nom : « Au Chien errant » en souvenir de ce lieu :
- En 1995 à Kazan[7] fut ouvert un café littéraire appelé « Au chien errant » qui abrite une exposition permanente sur les « Poètes de l'Âge d'argent » et où sont organisées des rencontres culturelles.
- Depuis 2006 il existe également un café-cabaret « Au chien errant » à Novossibirsk.

Ces deux cabarets veulent, par ce choix, apporter leur soutien à la tradition littéraire et artistique du premier café-cabaret de Saint-Pétersbourg.